# تامبوبو
تامبوبو (باليابانية タンポポ؛ بالإنجليزية Tampopo) هو فيلم كوميدي ياباني من إخراج جوزو إيتامي عام 1985. تدور أحداث الفيلم حول البحث عن طبق الرامن المثالي. ويصنف من بين الأفلام التي تتناول الطعام موضوعًا لها وتكرسه كفن خاص.

## الحبكة
غورو سائق الشاحنة وصديقه غَن يبحثان عن مكان لتناول وجبة العشاء. يتوقف غورو بجانب مطعم صغير يقدم حساء الرامن. يلاحظ الاثنان مجموعة من الصبية يضربون فتى آخر فيسرعان بتفريقهم وبإنقاذ الطفل. يتبين لاحقًا أن هذا الطفل هو ابن تامبوبو، صاحبة المطعم القريب.

## الشخصيات
- تسوتومو يامازاكي بدور غورو
- نوبوكو مياموتو بدور تامبوبو
- كوجي ياكوشو بدور الرجل ذي البدلة البيضاء

## روابط خارجية
- تامبوبو على موقع IMDb (الإنجليزية)
- تامبوبو على موقع ميتاكريتيك (الإنجليزية)
- تامبوبو على موقع روتن توميتوز (الإنجليزية)
- تامبوبو على موقع نتفليكس (الإنجليزية)
- تامبوبو على موقع ألو سيني (الفرنسية)
- تامبوبو على موقع Turner Classic Movies (الإنجليزية)
- تامبوبو على موقع أول موفي (الإنجليزية)
- تامبوبو على موقع فيلمافينيتي (الإسبانية)
- تامبوبو على موقع قاعدة بيانات الأفلام السويدية (السويدية)
- تامبوبو على موقع قاعدة بيانات الفيلم (الإنجليزية)